# Sanlúcar de Barrameda
Sanlúcar de Barrameda este un municipiu în provincia Cádiz, Andaluzia, Spania cu o populație de 61.908 locuitori.